# Lâmina dentária

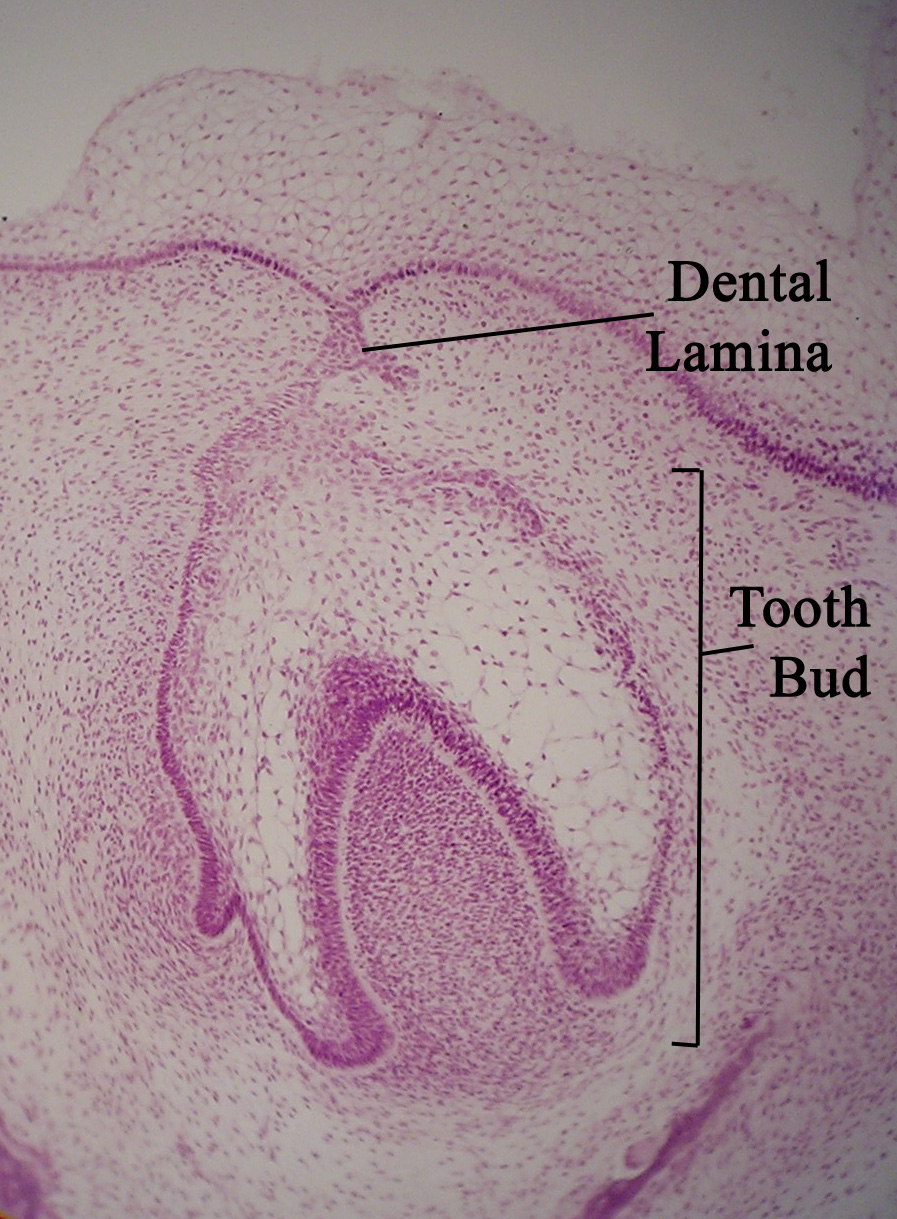

A lâmina dentária é uma banda de tecido epitelial visto em secções histológicas no desenvolvimento de um dente. A lâmina dental é primeira evidência de dente e começa a se desenvolver na sexta semana no útero ou três semanas após a ruptura da membrana bucofaringeal. É formado nas células do ectoderma oral e se proliferam mais rapidamente do que células de outras áreas. Eventualmente, a lâmina dentária desintegra-se em pequenos aglomerados de epitélio e é reabsorvido. Nas situações em que os não são reabsorvidos, cistos são formadas ao longo do desenvolvimento dente e retardam a sua erupção na cavidade bucal.

## Etapas da lâmina dentária
Classificação dos três tipos de lâmina dentária, de acordo com a atividade funcional e a sua cronologia.
1. Lâmina Primária (6 – 7 semanas V.I.U. até completar 2º mês de V.I.U.): relaciona-se com a dentição decídua, e ocorre durante o 2º mês de vida intra-uterina.
2. Lâmina Secundária (4º mês V.I.U. aos 10 meses idade): responsável pela formação dos dentes permanentes de substituição, formada sempre do lado lingual do órgão dental do correspondente dente decíduo. Para os incisivos centrais permanentes forma-se a lâmina secundária no 5º mês de vida intra-uterina. A lâmina do 2º pré-molar se forma na criança com 10 meses de idade.
3. Lâmina Terciária (4º mês V.I.U. até cinco anos de idade): à medida que as arcadas dentárias se alongam, a lâmina primária cresce para distal, e com esta expansão forma-se a lâmina terciária, de onde surgirão os primórdios dos órgãos dentais dos molares permanentes, que não são dentes de substituição.